# 防守 (小说)
《防守》（The Defense）是弗拉基米尔·纳博科夫的第三部小说，出版于1930年，作者在柏林流亡期间。

## 出版
这部小说最初以纳博科夫的笔名弗·西林，发表在俄国流亡者在巴黎开办的季刊《现代纪事》（Sovremennye zapiski）上，随后由德国柏林难民开办的斯洛弗出版社出版，名为《卢仁防守》（Защита Лужина）。三十多年后，这部小说由迈克尔·斯卡梅尔与纳博科夫合作翻译成英语，于1964年问世。在英文版的前言中，纳博科夫说，他于1929年在法国东比利牛斯省勒布卢度假（捉蝴蝶）时写了《防守》，然后在柏林完成。他把中央章节中的事件，与國際象棋棋謎中遇到的动作联系起来。

## 情节
标题中的人物亚历山大·伊万诺维奇·卢仁是一个男孩，被认为没有吸引力，退缩，是同学嘲笑的对象。一天，当一位客人来参加他父亲的聚会时，问他是否知道如何下棋。这次相遇是他下棋的动机。他逃学，到姨妈家去学习基础知识。他很快成为一名伟大的棋手，参加当地的比赛，排名上升。他的才华是惊人的，他在不到十年的时间里达到了国际象棋特级大师的水平。多年来，他一直是世界上顶尖的棋手之一，但未能成为世界冠军。
在一次锦标赛中，在一个度假胜地，他遇到了一个年轻女孩，他们开始交往，卢仁向她求婚。
当他与来自意大利的特级大师图拉提竞争，决胜谁将参加本届世界冠军争夺赛时，情况变得恶化。比赛前和比赛期间，卢仁精神崩溃，当他精心策划的对图拉提的防守在第一局失败，比赛未能产生一个胜利者。当比赛暂停时，卢仁在完全脱离现实的状态中在城里游荡。
他被送回家休息，逐渐康复。医生劝说卢仁的未婚妻，国际象棋是他崩溃的原因，环境中所有关于国际象棋的事物都要清除。
然而，慢慢地，一些偶然事件，让国际象棋又开始回到他的思想中。卢仁开始把自己的生活看成一场国际象棋比赛，看成反复的“移子”，又重新回到对下棋的痴迷。
最终，在与国际象棋导师瓦伦提诺夫相遇后，卢仁意识到他必须"放弃比赛"，就像他必须放弃妻子一样（她拼命想和他交流）。他把自己锁在浴室里，爬出窗户，摔死了。妻子和客人们拼命敲门。小说的最后两段（中译本）写道：“门被撞开了，人涌了进来。‘亚历山大·伊万诺维奇，亚历山大·伊万诺维奇。’几个声音在叫喊。可是没有亚历山大·伊万诺维奇。”

## 人物
亚历山大·伊万诺维奇·卢仁：小说的主人公。自幼被父母误解，被同龄人虐待，常常闷闷不乐，没有朋友。在与意大利特级大师图拉提的比赛中，精神崩溃。
卢仁的妻子：不顾父母的反对，嫁给了卢仁。她最初被围绕国际象棋大师的神秘空气所吸引，并同情他的社会无能。她在与卢津的婚姻中扮演了一个母性的角色，并以逗乐他，使他远离对国际象棋的不健康的痴迷，作为她的职业。她在小说中没有名字。
伊万·卢仁: 亚历山大·卢仁的父亲。
瓦伦提诺夫: 
图拉提: 意大利国际象棋特级大师。卢仁在与他比赛进行到中途时精神崩溃。

## 电影
根据本书改编的电影《卢仁防守》（2000年），由約翰·特托羅主演。